# Titusville (Pensylwania)
Titusville – miasto (city) w hrabstwie Crawford, w północno-zachodniej części stanu Pensylwania, w Stanach Zjednoczonych, położone nad rzeką Oil Creek. W 2018 roku miasto liczyło 5237 mieszkańców.
Nazwa miasta upamiętnia Jonathana Titusa, jednego z pierwszych osadników, którzy osiedli tu w 1796 roku. Formalne założenie miejscowości nastąpiło w 1847 roku, początkowo jako borough, od 1866 – city.
W 1859 roku Edwin Drake wykonał w pobliżu pierwszy w historii komercyjnie udany odwiert naftowy. Wydarzenie to uznawane jest za dające początek współczesnemu przemysłowi naftowemu i zapoczątkowało jego gwałtowny rozwój w regionie. Powstała tu pierwsza w Stanach Zjednoczonych rafineria ropy naftowej. Ostatnia zamknięta została w 1950 roku. Współcześnie funkcjonuje tu przemysł drzewny, hutniczy i tworzyw sztucznych.
Znajduje się tu muzeum naftownictwa, mieszczące się w replice domu i wieży wiertniczej Drake'a.
W mieście działa oddział Uniwersytetu Pittsburskiego, otwarty w 1963 roku.